# Ernest Monis
Ernest Monis (23 de mayo de 1846-25 de mayo de 1929) fue un abogado y político francés, primer ministro de Francia durante el período de la Tercera República. Además, fue diputado entre 1885 y 1889, y posteriormente senador por Gironda entre 1891 y 1920. También desempeñó los cargos de ministro de Justicia y luego el de ministro de Marina.

## Semblanza
Ernest-Antoine-Emmanuel Monis nació en Châteauneuf-sur-Charente. Su padre era un "huissier" y su abuelo un obrero agrícola español que emigró al país galo en el siglo XVIII. Estudió Derecho, y desde muy joven se dedicó al ejercicio de la abogacía, que inició en Cognac, pasando a Burdeos en 1879 y alcanzando justa fama como jurisconsulto eminente. En 1885 resultó elegido diputado, cargo que conservó hasta 1889, año en cuya nueva legislatura ya no fue elegido. En 1891 se le nombró senador, y desde 1892 hasta 1902 desempeñó la cartera de Justicia en el Gabinete de René Waldeck-Rousseau, que a pesar de estar compuesto por una mayoría de republicanos moderados, propuso y consiguió la aprobación en Cortes de la expulsión de las órdenes religiosas.
Siendo vicepresidente del Senado, el 28 de febrero de 1911, a la caída del Gabinete de Aristide Briand, el señor Armand Fallières, presidente de la República, le encargó la formación del nuevo Gobierno, en el que, además de la Presidencia, se reservó la cartera del Interior. El 1 de mayo siguiente prohibió las manifestaciones de la Fiesta del Trabajo, y ante la desobediencia de los socialistas, que decidieron celebrarlas a pesar de todo, hubo de
reprimirlas duramente. Otro acontecimiento significado de esta etapa de su vida fue el accidente que sufrió el día 21 de mayo de 1911, en el campo de aviación de Issy-les-Moulineux, en el que resultó gravemente herido junto a su hijo durante la salida de la carrera aérea París-Madrid, a consecuencia de la violenta caída sobre la tribuna del aparato pilotado por el aviador Train. Hallándose aún convaleciente, el 23 de junio cayó el Ministerio presidido por Monis.
En 1914 Gaston Doumergue asignó a Monis la cartera de Marina en un Gobierno de corta duración, al que sucedió otro, presidido por René Viviani, ya rotas las hostilidades con Alemania en la Primera Guerra Mundial.
Las principales características de Monis fueron su laboriosidad inteligente y su patriótico desinterés, que le movió a abandonar su bufete, muy acreditado, para entregarse totalmente a la política. Su probidad le condujo a una pobreza casi miserable, de la que le sacó una pensión de 24.000 francos, con la que el Parlamento recompensó sus servicios desde dos años antes de su muerte. Este episodio atrajo la curiosidad de la prensa europea hacia la figura simpática de Monis, en quien se encarnó justificadamente el tipo del político profesional abnegado y entusiasta.

## Reconocimientos
- Poseía, entre otras condecoraciones, la Gran Cruz de la Orden del Águila Blanca de Rusia.[4]
- La calle en la cual se encontraba su casa ostenta hoy su nombre en Gironda.[7]